# ヴァンパイアパニック
『ヴァンパイアパニック』（VAMPIRE PANIC）は、サミーより2004年6月24日に発売されたPlayStation 2用アクションアドベンチャーゲーム。

## 概要
復活した吸血鬼の脅威に晒されている田舎町を舞台に、3人の退魔士を操作し、吸血鬼の魔の手から住民たちを守りながら再封印の手立てを探していく「ISLA SIDE」と、吸血鬼を操作し、住民たちを吸血しながら力を取り戻していく「VAMPIRE SIDE」の2つのゲームモードで構成されており、双方の異なった視点からゲームを楽しめるほか、片方のモードでは描かれなかった登場人物の裏の素顔などが明らかとなることで、物語に深みが増していくのが特徴である。
初回限定版には、同年10月7日に発売されたPS2用ソフト『ベルセルク 千年帝国の鷹篇 聖魔戦記の章』の体験版が同梱されている。

## ストーリー
1806年、北の僻地に位置する小さな王国ベルクガルドの領土内で封印されていたヴァンパイアが復活し、人々を襲い始めた。世界中の魔物による事件を調査・解決する機関、退魔組織ISLAより先発隊として2人の退魔士が送り込まれ、ヴァンパイアの再封印に挑むも敗退する。その後、先発隊から呼び出されていた2人の若き退魔士が街に到着し、ヴァンパイアの魔の手から住民たちを守るために再度封印に挑む。

## ゲームシステム

### ISLA SIDE
本作の基本的なゲームモード。ヴァンパイアの再封印と住民たちの救出が目的となる。
プレイヤーキャラクターの交代
3人のプレイヤーキャラクターを交代させながらゲームを進めていく。キャラクターによって使用できるアクションや救出できる住民などが異なる。操作していないキャラクターを避難所で休憩させている間は、ライフやスタミナが自然回復していく。
住民の救出
マップ上にいる住民に話しかけることによって隊列に引き連れることができる。引き連れている住民に「待て」の指示を出すとその場に待機させることができ、待機中は住民のライフとスタミナが自然回復する。プレイヤーとの距離がある程度離れるか、敵の攻撃を受けるなどしてパニック状態に陥ると隊列から離脱してしまう。住民ごとにライフやスタミナの数値が異なり、ライフが無くなると死亡し、スタミナが無くなると一定時間の間行動不能状態に陥る。赤ん坊や子供は抱きかかえることができるが、その間は一部のアクションが使用できなくなる。無事に避難所まで誘導できれば救出成功となり、住民からお礼がもらえる。住民の中には特定のプレイヤーキャラクターで話しかけたり、特定の条件を満たさなければ引き連れられない者も存在する。
Alertゲージ
住民の足音や悲鳴などで上昇していき、それに伴ってマップ上に新たな敵が配置される。逆に避難所にいる間は徐々に下降していく。
ヴァンパイアの襲撃
Alertゲージが満タンとなると、ヴァンパイアがプレイヤーの前に姿を現す。ヴァンパイアが出現すると住民は強制的にパニック状態に陥る。撃退する、もしくはプレイヤーキャラクターか住民を吸血するまで執拗に襲いかかってくる。
獣人化
プレイヤーキャラクターや住民がヴァンパイアに吸血されると、「半獣人」の状態を経てヴァンパイアの下僕たる「獣人」へと変貌する。獣人化してしまうと救出できなくなるため、獣人化する前に避難所へ連れて行かなければならない。住民の中には、遭遇時点で既に吸血されて半獣人状態となっている者も存在する。プレイヤーキャラクターが半獣人化すると、ゲーム画面が徐々に赤く染まっていく。
ゲームオーバー
操作中のプレイヤーキャラクターのライフが無くなるか、獣人化するとゲームオーバーとなる。また、後半のあるイベント以降からは制限時間が発生し、それが過ぎてもゲームオーバーとなる。
マルチエンディングとシステムデータの引き継ぎ
プレイヤーの行動によって3種類のエンディングに分岐する。また、 特定の条件を満たしたシステムデータを引き継がせることで様々な特典が解放される。

### VAMPIRE SIDE
特定の条件を満たすことでプレイ可能となる隠しモード。「ISLA SIDE」とは逆にヴァンパイアがプレイヤーキャラクターとなり、制限時間以内に住民たちを吸血して力を取り戻しながら、ISLAメンバーの3人を倒すか吸血して全滅させることが目的となる。ライフが無くなると、強制的にスタート地点である「棺の間」に戻され、制限時間が大幅に減少する。制限時間が無くなるとゲームオーバーとなる。
純血値
このモードの特徴として、「純血値」と呼ばれる数値が存在する。住民を吸血するごとにこの数値が増加し、一定値に達することで初期状態の「ヴァンパイア」から「真ヴァンパイア」へ進化する。得られる純血値は住民によって異なるほか、吸血するだけでステータスを強化できる者も存在する。
Alertゲージ
「ISLA SIDE」と同様にこのモードでも「Alertゲージ」が存在する。増加するごとに配置される敵の数が増加し、満タンになるとISLAメンバーの3人のいずれかが出現する。逆に「棺の間」にいる間は下降していく。また、あるイベント以降から常に満タンの状態となる。
影渡り
このモードでは、マップ間を「影渡り」と呼ばれる移動手段で移動し、マップ毎の特定の地点からスタートすることになる。
住民
住民が配置されているマップに移動すると「かすかに血のにおいがする」と反応し、住民が配置されているエリア内へ入ると「血のにおいがする」と反応するため、それを頼りに住民を探していくこととなる。また、「棺の間」でツゥイツゥイに話しかけると住民が配置されているマップを教えてくれる。住民の中には、時間経過や特定の条件を満たすことによって新たに配置される者や放置しているとISLAメンバーに救出されてしまう者も存在する。

## 登場人物

### ISLA SIDE
ラスティ
声 - 森川智之
ISLAに所属する剣士。
騎士の家系の末裔であり、退魔士としての実戦経験は乏しいが、剣の腕は高い。正義感の強い熱血漢でインゼルの住民たちをヴァンパイアの魔の手から守るべく奮闘する。
剣術を主体としたリーチの長い攻撃を得意とする。固有能力は「ガード」で、ほとんどの攻撃から身を守れる。
「VAMPIRE SIDE」では、敵として登場する。ガードを主体とした守りの堅い戦法が特徴。
マリー
声 - 井上富美子
ISLAに育てられた格闘家の少女。
出生時に凄惨な怪事件に巻き込まれながらも誕生した過去を持ち、その影響で常人離れした運動能力を持つ。他者とは異なる右目を持ち、眼帯で覆い隠している。
打撃と蹴り技を主体とした格闘技を得意とし、ラスティよりも攻撃速度が速く、隙が少ないのが特徴。固有能力は「変身」で、変身中は攻撃力と移動速度が上昇し、通常攻撃のコンボ数が増えるが、スタミナが自然回復しなくなる。
「VAMPIRE SIDE」では、敵として登場する。常に変身状態となっており、ISLAメンバーの3人の中でも最も移動速度が速く攻撃力も高い。
アベイ
声 - 花田光
ISLAに籍を置く銃使いの男。
退魔士としては類稀な能力を有する実力者であるが、他者とは打ち解けにくい性格の持ち主でもある。ジンと共に先発隊として赴き、ヴァンパイアとの死闘の末にヴァンパイアの攻撃を受け、行方不明となる。
あるイベントで救出すると使用可能となる。銃撃を得意とし、他の2人とは違ってターゲットリングで指定した対象にしか攻撃できないという性質を持つため、周囲にいる住民たちを巻き添えにする危険性は低いが、銃声によりAlertゲージが上昇しやすいという欠点がある。また、銃弾が無くなると一切攻撃ができなくなるため、固有能力の「リロード」でこまめに補充しなければならない。
「VAMPIRE SIDE」では、敵として登場する。回避が困難な銃撃で攻撃してくるが、リロード時に隙ができるのが弱点。
ジン
声 – 飯塚昭三
ISLAの幹部である老人。マリーとアベイの育ての親でもある。
アベイと共に先発隊として赴き、ヴァンパイアとの死闘の末に重傷を負いながらも生き延びる。治癒能力に長けており、半獣人化した者の治療を得意とする。
プレイヤーの拠点となる避難所の護衛を務めており、主にゲームデータのセーブや半獣人化したプレイヤーキャラクターや住民の治療を担当する。

### VAMPIRE SIDE
ヴァンパイア
声 - 置鮎龍太郎
今回の事件の元凶である吸血鬼。ISLAに封印され、永い眠りについていたが何者かに封印を解かれて復活し、弱まった力を取り戻すために人間の血を貪り啜る。
掌から紫色の瘴気を放ち、プレイヤーや住民たちの動きを封じる「幻毒（チャーム）」や、前方に扇状の衝撃波を放つ「風散」、「真ヴァンパイア」時に使用可能な「蒼炎波」などといった多彩な技でプレイヤーや住民たちに襲いかかる。
「VAMPIRE SIDE」ではプレイヤーキャラクターとなる。開始時は攻撃力が低く移動速度も遅いが、純血値を溜めて「真ヴァンパイア」へ進化すると攻撃力や移動速度が大幅に上昇し、使用できるアクションの数も増える。
ツゥイツゥイ
声 - 不明
「VAMPIRE SIDE」のみ登場。黒猫の姿をした魔物。
ある者からヴァンパイアの教育係を任されており、「ISLA SIDE」におけるジンの役割を果たす。

### その他の人物
ISLAとヴァンパイアの戦いに翻弄される人々。ここでは主要な人物のみ記載する。
ヨハン
インゼルの町の薬剤師。
ヴァンパイアの襲撃に遭い、インゼルの町から締め出されていたところをラスティたちに救われる。一人弟子のメリッサとヴァンノニア共和国に留学中の一人息子のニコルがいる。
薬草を持っていくことで、様々な薬を調合してもらえる。
スミス
インゼルの町で鍛冶屋を営む男性。
鉱石を持っていくことで、武器の鍛錬をしてもらえる。救出前でも、インゼルの彼の工房へ行けば鍛錬をしてもらえる。
サンティノ
ヴァンノニア国の国家情報院院長。インゼルの化け物騒ぎの収拾のために派遣されたが、裏では何かを企んでいる模様。
ヴァンノニア兵
ヴァンノニア国の兵士。サンティノと共にインゼルの化け物騒ぎの収拾のために派遣されたが、住民たちに対して威圧的な態度で接する。
あるイベント以降から敵としてプレイヤーキャラクターや住民たちに襲い掛かってくる。
「VAMPIRE SIDE」では、最初から敵として登場する。住民と同様に吸血できるが、血の味はヴァンパイア曰く「激しく不味い」とのこと（ただし、ライフは回復する）。

## アイテム
武器
ラスティ専用の「剣」とマリー専用の「ナックル」、アベイ専用の「銃」の3種類が存在する。
薬
ライフやスタミナを回復するものとステータスを強化するものの2種類が存在する。薬草の調合や住民の救出時のお礼で手に入る。
薬草
薬の素材となるアイテム。マップ上に生えているものを引き抜くか、住民の救出時のお礼で手に入る。マップ上に生えているものは、緑色の「マンダラケ」から時間経過とともに青色の「マンドレイク」か赤色の「アルラウネ」のいずれかに成長するほか、引き抜く際に奇声を発してAlertゲージを上昇させる性質を持つ。そのままでも回復アイテムとして使用できるが、薬と比べると効果は薄い。
鉱石
武器の鍛錬に必要となる鉱石。マップ上の木箱やタルなどを破壊するか、住民の救出時のお礼で手に入る。
貴重品
ストーリーの進展や仕掛けの攻略に必要となる重要アイテム。中には特定の住民の救出時のお礼で手に入るものもある。

## 用語
ISLA (International Spiritually Liberators Association)
魔物が原因と思われる事件の調査・解決を目的とした退魔組織。
インゼル
今回の舞台となる田舎町。化け物騒ぎで色めき立っている。
ベルクガルド王国
インゼルを領地とする王国。インゼル領主からの救援要請を受けたものの、事が大きすぎるため対処できずにいる。
ヴァンノニア共和国
ベルクガルド王国に代わってインゼル領主が救援依頼を出した国。新兵器を開発しているなど不穏な噂が存在する。
獣人
本作における敵の一種。ヴァンパイアに吸血された犠牲者のなれの果て。
半獣人
ヴァンパイアに吸血された直後の状態。目が赤く染まって常に前かがみの体勢（プレイヤーキャラクターは目が赤く染まるのみ）となり、この状態から一定時間が経過すると完全な獣人へ変貌する。この状態であれば、ジンの治療で獣人化を免れることができる。
フルカネルリの杭
ヴァンパイアの封印に必要となる特殊な杭。その実態は、ISLAが開発した杭の姿を持つ疑似生命体であり、これをヴァンパイアの心臓に突き刺すことによって活動能力を停止させる。